# Liste der Baudenkmäler im Stadtbezirk Münster-Innenstadtring
1. WEITERLEITUNG Liste der Baudenkmäler im Stadtteil Münster-Innenstadtring